# Young Digital Planet
Young Digital Planet S.A. (YDP) – polskie przedsiębiorstwo działające w branży informatycznej, producent oprogramowania i rozwiązań edukacyjnych dla klientów indywidualnych, biznesowych i instytucjonalnych. Firma działała w latach 1990-2018.
Young Digital Planet działała w blisko 50 krajach świata. YDP dostarczała multimedialne zasoby edukacyjne i rozwiązania do ministerstw edukacji i wydawnictw rządowych m.in. w Chinach, Malezji, Kazachstanie, Chile, Chorwacji i na Słowacji.

## Historia
Przedsiębiorstwo zostało założone 15 października 1990 r. przez czterech studentów Politechniki Gdańskiej: Artura Dyro, Waldemara Kucharskiego, Piotra Mroza i Jacka Kucharskiego. Pierwotna nazwa firmy brzmiała Young Digital Poland Laboratorium Inżynierii Dźwięku. W 1992 roku YDP rozpoczęło swą działalność eksportową, dostarczając na rynek francuski komputerowe systemy do pomiarów akustycznych: SonoLAB, SonoLID i Concerto. W 1994 roku firma jako pierwsza w Polsce wydała program multimedialny na nośniku CD-ROM (MediaEuro). W tym samym czasie powstał produkt EuroPlus+ Flying Colours, będący pierwszym interaktywnym kursem nauki języka angielskiego, a wkrótce potem dwa słowniki, również wydane w postaci płyt CD-ROM: Słownik polsko-angielski i angielsko-polski COLLINS oraz słownik polsko-niemiecki i niemiecko-polski LANGENSCHEIDT. Sukces tych produktów pozwolił firmie uzyskać miano lidera kursów językowych w Polsce. W 2000 roku YDP zrealizowało największy wówczas na świecie projekt edukacyjny – iSzkoła, który charakteryzowało nowoczesne podejście do nauczania i wykorzystanie pełni możliwości technologii informacyjnych. Efektem projektu było wypuszczenie na rynek multimedialnych podręczników eduROM, które obejmowały najważniejsze przedmioty w klasach szkoły podstawowej i gimnazjum. Sukces projektu sprawił, że eduROMy były w kolejnych latach eksportowane do kilku krajów: Rosji, Czech, Słowacji, Chin i RPA. W 2004 roku firma rozpoczęła realizację swojego największego przedsięwzięcia międzynarodowego – Universal Curriculum, obejmującego przygotowanie kompletu materiałów edukacyjnych z przedmiotów ścisłych w formie elektronicznej. Z racji ekspansji na międzynarodowe rynki, 29 marca 2006 r. nazwa przedsiębiorstwa została zmieniona z Young Digital Poland S.A. na Young Digital Planet S.A. Również w 2004 YDP wprowadziło na rynek produkty z serii eduSensus, wspomagające rozwój dzieci ze specjalnymi potrzebami edukacyjnymi, a w kolejnym roku zaprezentowało portal yTeach z zasobami edukacyjnymi dla nauczycieli (później uruchomiono także polską wersję portalu: Nauczyciel.pl).
W roku 2010 YDP zostało w całości przejęte przez jedną z największych grup medialnych w Europie – Sanoma (Sanoma posiadała udział większościowy YDP 55,1% od 2004 roku). W tym samym roku założyciele YDP utworzyli nową spółkę Learnetic o podobnym profilu działalności.
W 2012 firma zrealizowała projekt platformy dla niemieckich wydawców pod nazwą Digitale Schulbücher. Zaawansowane prace pozwoliły również wprowadzić na rynek rozwiązanie oparte na tej platformie – Digital Books and Media Solution, które znalazło uznanie wśród wielu wydawców, w tym największego chińskiego wydawnictwa People’s Education Press. Dzięki podpisanej umowie z polskiej technologii w książkach i kursach edukacyjnych skorzysta około ćwierć miliarda uczniów w Chinach. W grudniu 2013 roku Young Digital Planet wybrane zostało jako dostawca technologii edytorskich dla People’s Education Press – oficjalnego chińskiego wydawnictwa rządowego.
W 2014 roku odbyły się premiery: platformy Didactus, Uwagi Słuchowej, aplikacji Questrunner (podczas BETT Show w Londynie) oraz ClassMapp, Core Curriculum for English Secondary, English Play Box, Byte-seized Business English (podczas Frankfurt Book Fair). W lipcu YDP wygrało przetarg ogłoszony przez rząd Hongkongu na digitalizację sektora edukacyjnego, a w grudniu 2014 zostało partnerem Szerokiego Porozumienia na rzecz Umiejętności Cyfrowych w Polsce oraz jest partnerem w „Polskim Mieście Przyszłości”, odpowiedzialnym za część edukacyjną tej inicjatywy. W tym samym roku siedziba firmy przeniesiona została z Gdańska do Gdyni.
W 2015 roku na skutek kłopotów finansowych spółka-matka Grupa Sanoma poinformowała o planowanych redukcjach etatów, obejmujących także pracowników YDP, tym samym likwidując polską spółkę.

## Działalność
Young Digital Planet dostarcza i rozwija multimedialne treści edukacyjne w wersjach mobile (iOS, Android, Windows 8), online i offline, przeznaczone do nauki różnych przedmiotów (m.in. matematyka, chemia, biologia, fizyka, języki obce) na praktycznie wszystkich etapach edukacyjnych. Treści są zgodne z podstawami programowymi obowiązującymi w różnych krajach świata, gdzie firma oferuje swoje produkty. YDP opracowuje i wdraża innowacyjne programy nauczania obejmujące wykorzystanie nowoczesnych rozwiązań podczas zajęć z uczniami (w tym o specjalnych potrzebach edukacyjnych) wraz z oprawami metodycznymi, scenariuszami zajęć itp. Programy te mają za zadanie wspieranie nauczycieli w realizowaniu celów dydaktycznych, w szczególności w pracy z uczniami z trudnościami w nauce. Oferta Young Digital Planet obejmuje wydawnictwa multimedialne z różnorodnych dziedzin, specjalistyczne narzędzia i technologie wspierające rozwój dzieci, platformy edukacyjne, rozwiązania e-learningowe oraz sprzęt multimedialny.
YDP wdraża liczne innowacyjne programy nauczania i angażuje się w promowanie nowoczesnej edukacji w szkołach i środowisku nauczycieli. Regularne badania rynkowe i obserwacja najnowszych zjawisk w edukacji umożliwiły firmie stworzenie Księgi Trendów w Edukacji – najbardziej aktualnego kompendium wiedzy na temat światowych trendów w środowisku edukacyjnym. Firma jest inicjatorem akcji o zasięgu regionalnym, jak i ogólnopolskim: „EduAktywacja” i „Kamera!Akcja! Nowoczesna edukacja...”. Inicjatywy podejmowane przez YDP mają na celu wpływanie na rozwój edukacji i pozytywną zmianę wśród uczniów i nauczycieli. YDP regularnie współpracuje z organizacjami pożytku publicznego, stowarzyszeniami i fundacjami. Firma kilkakrotnie była także partnerem merytorycznym programów i plebiscytów edukacyjnych takich jak: „EduNewsweek”, „Lekki tornister” czy plebiscyt „Dziennika Bałtyckiego” – „Szkoła Pomorza”.

## Najważniejsze produkty
| Multimedialne zasoby edukacyjne | Produkty i kursy językowe   | Rozwiązania dla terapii i rozwoju            | Gry edukacyjne                | Rozwiązanie dla wydawców         | Platformy | Inne          |
| ------------------------------- | --------------------------- | -------------------------------------------- | ----------------------------- | -------------------------------- | --------- | ------------- |
| mobile Maths and Science        | Core Curriculum for English | Uwaga słuchowa                               | Język polski: Czytam i piszę  | Digital Books and Media Solution | Didactus  | Nauczyciel.pl |
| Universal Curriculum            | English Play Box            | Logopedia 2.0                                | Przyroda: Na ratunek planecie | Mobile School Trail              |           |               |
| Lower Primary Solution          | Angielski dla nastolatków   | Przedszkolak na start                        | Matematyka na wesoło          | Mobile Book Trail                |           |               |
| Mobile Comprehensive Curriculum | Angielski z Cambridge       | Każdy uczeń, to uczeń zdolny                 |                               |                                  |           |               |
|                                 |                             | Wspomaganie rozwoju                          |                               |                                  |           |               |
|                                 | Pingwin Alex i przyjaciele  | Gotowość szkolna                             |                               |                                  |           |               |
|                                 |                             | Dysleksja                                    |                               |                                  |           |               |
|                                 |                             | Matematyka – terapia pedagogiczna „MatŚwiat” |                               |                                  |           |               |
|                                 |                             | Digital Enhancer4 SEN                        |                               |                                  |           |               |

## Nagrody i wyróżnienia
- 2015 – nagroda Medal Europejski dla produktu Uwaga Słuchowa – innowacyjnego systemu do diagnozy i treningu uwagi słuchowej opartego na założeniach metody prof. Alfreda Tomatisa,
- 2015 – nagroda Innovatica 2015 przyznana przez Krajową Izbę Gospodarczą w kategorii innowacyjna firma,
- 2014 – Medal Europejski dla Core Curriculum for English,
- 2014 – Nagroda Revere Award dla Księgi Trendów w Edukacji 2013/2014,
- Tytuł Kreator Innowacji 2014,
- 2014 – Feniks 2014 przyznany przez Stowarzyszenie Wydawców Katolickich za program „Multimedialna katecheza”,
- 2014 – Social Media Super Star 2014 za kampanię „Kamera! Akcja! Nowoczesna edukacja...”,
- 2014 – wyróżnienie w konkursie Lider Informatyki 2014 dla Szczecińskiego Portalu Edukacyjnego,
- 2014 – wyróżnienie dla „Gdańskiej Platformy Edukacyjnej” przez Konfederację Pracodawców Lewiatan (w konkursie new@poland)
- 2014 – tytuł „Ruban d’Honneur” – wyróżnienie w kategorii UK Trade & Investment Innovation,
- 2014 – Godło Najwyższa Jakość Quality International dla 4 produktów: Core Curriculum for English, Księga Trendów w Edukacji, Przedszkolak na start, Uwaga Słuchowa,
- Godło Najwyższa Jakość Quality International 2013 dla 5 rozwiązań: Digital Books and Media Solution, Kosmikus.pl, Uwaga Słuchowa, Mobile Comprehensive Curriculum oraz Nicole and Tommy Mobile,
- Tytuł Ambasadora Polskiej Gospodarki w kategorii Kreator Rozwiązań XXI wieku,
- European Seal of e-Excellence Gold 2012 i Silver 2013.